# Noord-Korea op de Olympische Zomerspelen 1992
Noord-Korea nam deel aan de Olympische Zomerspelen 1992 in Barcelona, in de Spaanse provincie Barcelona. Het was de vierde deelname na twaalf jaar afwezigheid en net als bij hun vorige deelnames werden er medailles gewonnen. In totaal verzamelde men 4 gouden en 5 bronzen medailles, hun beste prestatie tot dan toe.

## Medailleoverzicht
| Sport         | Olympiër              | Discipline            | Medaille |
| ------------- | --------------------- | --------------------- | -------- |
| Boksen        | Choi Chol-su          | -51kg (m)             | Goud     |
| Gymnastiek    | Pae Gil-su            | paard voltige (m)     | Goud     |
| Worstelen     | Kim Il                | -48kg vrije stijl (m) | Goud     |
| Worstelen     | Ri Hak-son            | -52kg vrije stijl (m) | Goud     |
| Boksen        | Ri Gwang-sik          | -54kg (m)             | Brons    |
| Gewichtheffen | Kim Myong-nam         | -75kg (m)             | Brons    |
| Tafeltennis   | Ri Pun-hui            | enkelspel (v)         | Brons    |
| Tafeltennis   | Ri Pun-hui Yu Sun-bok | dubbelspel (v)        | Brons    |
| Worstelen     | Kim Yong-sik          | -57kg vrije stijl (m) | Brons    |

## Deelnemers en resultaten

### Atletiek
| Olympiër     | Discipline      | Resultaat | Prestatie                            |
| ------------ | --------------- | --------- | ------------------------------------ |
| Ryu Ok-hyon  | marathon (m)    | 80e       | 2:40.51                              |
|              |                 |           |                                      |
| Mun Gyong-ae | marathon (v)    | 6e        | 2:37.03                              |
| Ri Yong-ae   | verspringen (v) | 25e       | kwalificatie groep A: 12de met 6,17m |

### Boksen
| Olympiër      | Discipline | Resultaat | Prestatie |
| ------------- | ---------- | --------- | --- |
| O Song-chol   | -48kg (m)  | 9e        | 1ste ronde: W van MAD Rasoanaivo: knock-out 2de ronde: V van BUL Petrov: scheidsrechterlijke beslissing                                                                       |
| Choi Chol-Su  | -51kg (m)  | Goud      | 1ste ronde: W van EGY Esmail: 7-4 2de ronde: W van GBR Ingle: 13-12 kwartfinale: W van AUS Peden: 25-11 halve finale: W van HUN Kovács: 10-5 finale: W van CUB González: 12-2 |
| Li Gwang-sik  | -54kg (m)  | Brons     | 1ste ronde: W van HUN Bognár 2de ronde: W van USA Reyes Jr.: 15-8 kwartfinale: W van BUL Todorov: 16-15 halve finale: V van IRL McCullough: 16-21                             |
| Li Chil-gun   | -57kg (m)  | 17e       | 1ste ronde: V van CUB Suarez: 5-20 |
| Yun Yong-chol | -60kg (m)  | 17e       | 1ste ronde: V van KOR Sik: 2-11 |
| Kim Gil-nam   | -81kg (m)  | 17e       | 1ste ronde: V van GER May: 1-9 |

### Boogschieten
| Olympiër                               | Discipline      | Resultaat | Prestatie |
| -------------------------------------- | --------------- | --------- | --- |
| Kim Jong-hwa                           | individueel (v) | 19e       | plaatsingsronde: 14de met 1305 punten 1ste ronde: V van CHN Wang: 102-103                                         |
| Li Myong-gum                           | individueel (v) | 29e       | plaatsingsronde: 24ste met 1281 punten 1ste ronde: V van FRA Bonal: 96-104                                        |
| Sin Song-hui                           | individueel (v) | 52e       | plaatsingsronde: 52ste met 1215 punten                                                                            |
| Kim Jong-hwa Li Myong-gum Sin Song-hui | team (v)        | 33e       | plaatsingsronde: 11de met 3801 punten 1ste ronde: W van Chinees Taipei: 234-231 kwartfinale: V van China: 227-235 |

### Gewichtheffen
| Olympiër      | Discipline  | Resultaat | Prestatie                                                       |
| ------------- | ----------- | --------- | --------------------------------------------------------------- |
| Gil Nam-su    | -52kg (m)   | 6e        | trekken: 9de met 100kg stoten: 5de met 135kg totaal: 235kg      |
| Kim Myong-sik | -52kg (m)   | DNF       | trekken: 8ste met 105kg stoten: geen geldige poging             |
| Kim Yong-chol | -56kg (m)   | 7e        | trekken: 10de met 110kg stoten: 5de met 140kg totaal: 250kg     |
| Li Jae-son    | -60kg (m)   | 8e        | trekken: 4de met 130kg stoten: 10de met 150kg totaal: 280kg     |
| Ro Hyon-il    | -60kg (m)   | 6e        | trekken: 7de met 127,5kg stoten: 6de met 160kg totaal: 287,5kg  |
| Im Sang-ho    | -67,5kg (m) | 7e        | trekken: 6de met 135kg stoten: 7de met 165kg totaal: 300kg      |
| Kim Myong-nam | -75kg (m)   | Brons     | trekken: 1ste met 162,5kg stoten: 5de met 190kg totaal: 352,5kg |
| Pak Ui-myong  | -75kg (m)   | 15e       | trekken: 20ste met 140kg stoten: 8ste met 185kg totaal: 325kg   |
| Chon Chol-ho  | -82,5kg (m) | 4e        | trekken: 4de met 165kg stoten: 6de met 200kg totaal: 365kg      |
| Yun Chol      | -90kg (m)   | 12e       | trekken: 13de met 150kg stoten: 9de met 190kg totaal: 340kg     |

### Gymnastiek
| Olympiër                                                                        | Discipline               | Resultaat | Prestatie                                                              |
| Ritmisch                                                                        | Ritmisch                 | Ritmisch  | Ritmisch                                                               |
| ------------------------------------------------------------------------------- | ------------------------ | --------- | ---------------------------------------------------------------------- |
| Chong Gum                                                                       | individueel (v)          | 27e       | kwalificatie: 27ste met 35,875 punten                                  |
| Li Gyong-hui                                                                    | individueel (v)          | 17e       | kwalificatie: 17de met 36,425 punten finale: 17de met 27,512 punten    |
| Turnen                                                                          |                          |           |                                                                        |
| Cho Hun                                                                         | brug (m)                 | 64e       | kwalificatie: 64ste met 18,700 punten                                  |
| Pae Gil-su                                                                      | brug (m)                 | 61e       | kwalificatie: 61ste met 18,725 punten                                  |
| Sin Myong-su                                                                    | brug (m)                 | 75e       | kwalificatie: 75ste met 18,500 punten                                  |
| Cho Hun                                                                         | paard voltige (m)        | 82e       | kwalificatie: 82ste met 18,125 punten                                  |
| Pae Gil-su                                                                      | paard voltige (m)        | Goud      | kwalificatie: 5de met 19,475 punten finale: 1ste met 9,925 punten      |
| Sin Myong-su                                                                    | paard voltige (m)        | 79e       | kwalificatie: 79ste met 18,200 punten                                  |
| Cho Hun                                                                         | rekstok (m)              | 82e       | kwalificatie: 82ste met 18,250 punten                                  |
| Pae Gil-su                                                                      | rekstok (m)              | 8e        | kwalificatie: 8ste met 19,400 punten                                   |
| Sin Myong-su                                                                    | rekstok (m)              | 89e       | kwalificatie: 89ste met 18,050 punten                                  |
| Cho Hun                                                                         | ringen (m)               | 72e       | kwalificatie: 72ste met 18,650 punten                                  |
| Pae Gil-su                                                                      | ringen (m)               | 32e       | kwalificatie: 32ste met 19,175 punten                                  |
| Sin Myong-su                                                                    | ringen (m)               | 21e       | kwalificatie: 21ste met 19,350 punten                                  |
| Cho Hun                                                                         | sprong (m)               | 37e       | kwalificatie: 37ste met 18,950 punten                                  |
| Pae Gil-su                                                                      | sprong (m)               | 61e       | kwalificatie: 61ste met 18,750 punten                                  |
| Sin Myong-su                                                                    | sprong (m)               | 55e       | kwalificatie: 55ste met 18,825 punten                                  |
| Cho Hun                                                                         | vloer (m)                | 56e       | kwalificatie: 56ste met 18,875 punten                                  |
| Pae Gil-su                                                                      | vloer (m)                | 53e       | kwalificatie: 53ste met 18,900 punten                                  |
| Sin Myong-su                                                                    | vloer (m)                | 41e       | kwalificatie: 41ste met 19,025 punten                                  |
| Cho Hun                                                                         | individuele meerkamp (m) | 74e       | kwalificatie: 74ste met 111,550 punten                                 |
| Pae Gil-su                                                                      | individuele meerkamp (m) | 29e       | kwalificatie: 31ste met 114,425 punten finale: 29ste met 56,525 punten |
| Sin Myong-su                                                                    | individuele meerkamp (m) | 69e       | kwalificatie: 69ste met 111,950 punten                                 |
|                                                                                 |                          |           |                                                                        |
| An Myong-hwa                                                                    | balk (v)                 | 74e       | kwalificatie: 71ste met 18,687 punten                                  |
| Choi Gyong-hui                                                                  | balk (v)                 | 29e       | kwalificatie: 29ste met 19,412 punten                                  |
| Hwang Bo-sil                                                                    | balk (v)                 | 63e       | kwalificatie: 63ste met 18,899 punten                                  |
| Kim Gwang-suk                                                                   | balk (v)                 | 71e       | kwalificatie: 71ste met 18,737 punten                                  |
| Li Chun-mi                                                                      | balk (v)                 | 53e       | kwalificatie: 53ste met 19,012 punten                                  |
| Pak Gyong-sil                                                                   | balk (v)                 | 92e       | kwalificatie: 92ste met 8,712 punten                                   |
| An Myong-hwa                                                                    | brug (v)                 | 74e       | kwalificatie: 71ste met 18,999 punten                                  |
| Choi Gyong-hui                                                                  | brug (v)                 | 17e       | kwalificatie: 17de met 19,737 punten                                   |
| Hwang Bo-sil                                                                    | brug (v)                 | 36e       | kwalificatie: 36ste met 19,612 punten                                  |
| Kim Gwang-suk                                                                   | brug (v)                 | 4e        | kwalificatie: 2de met 19,875 punten finale: 4de met 9,912 punten       |
| Li Chun-mi                                                                      | brug (v)                 | 30e       | kwalificatie: 30ste met 19,637 punten                                  |
| Pak Gyong-sil                                                                   | brug (v)                 | 76e       | kwalificatie: 76ste met 18,900 punten                                  |
| An Myong-hwa                                                                    | sprong (v)               | 87e       | kwalificatie: 87ste met 18,999 punten                                  |
| Choi Gyong-hui                                                                  | sprong (v)               | 43e       | kwalificatie: 43ste met 19,525 punten                                  |
| Hwang Bo-sil                                                                    | sprong (v)               | 81e       | kwalificatie: 81ste met 19,212 punten                                  |
| Kim Gwang-suk                                                                   | sprong (v)               | 47e       | kwalificatie: 47ste met 19,512 punten                                  |
| Li Chun-mi                                                                      | sprong (v)               | 64e       | kwalificatie: 64ste met 19,412 punten                                  |
| Pak Gyong-sil                                                                   | sprong (v)               | 89e       | kwalificatie: 89ste met 17,887 punten                                  |
| An Myong-hwa                                                                    | vloer (v)                | 56e       | kwalificatie: 56ste met 19,224 punten                                  |
| Choi Gyong-hui                                                                  | vloer (v)                | 79e       | kwalificatie: 79ste met 18,937 punten                                  |
| Hwang Bo-sil                                                                    | vloer (v)                | 84e       | kwalificatie: 84ste met 18,824 punten                                  |
| Kim Gwang-suk                                                                   | vloer (v)                | 62e       | kwalificatie: 62ste met 19,150 punten                                  |
| Li Chun-mi                                                                      | vloer (v)                | 64e       | kwalificatie: 76ste met 18,975 punten                                  |
| Pak Gyong-sil                                                                   | vloer (v)                | 92e       | kwalificatie: 92ste met 9,450 punten                                   |
| An Myong-hwa                                                                    | individuele meerkamp (v) | 75e       | kwalificatie: 75ste met 75,909 punten                                  |
| Choi Gyong-hui                                                                  | individuele meerkamp (v) | 27e       | kwalificatie: 37ste met 77,611 punten finale: 27ste met 38,737 punten  |
| Hwang Bo-sil                                                                    | individuele meerkamp (v) | 64e       | kwalificatie: 64ste met 76,574 punten                                  |
| Kim Gwang-suk                                                                   | individuele meerkamp (v) | 28e       | kwalificatie: 44ste met 77,274 punten finale: 28ste met 38,723 punten  |
| Li Chun-mi                                                                      | individuele meerkamp (v) | 20e       | kwalificatie: 52ste met 77,036 punten finale: 20ste met 39,074 punten  |
| Pak Gyong-sil                                                                   | individuele meerkamp (v) | 91e       | kwalificatie: 91ste met 54,949 punten                                  |
| An Myong-hwa Choi Gyong-Hui Hwang Bo-Sil Kim Gwang-Suk Li Chun-Mi Pak Gyong-Sil | meerkamp team (v)        | 11e       | 385,303 punten                                                         |

### Judo
| Olympiër    | Discipline | Resultaat | Prestatie                                                                                               |
| ----------- | ---------- | --------- | --- |
| Li Gwang    | -65kg (m)  | 36e       | 1ste ronde: V van KOR Kim: yuko                                                                         |
| Park Yong-i | -71kg (m)  | 18e       | 1ste ronde: W van USA Swain: ippon 2de ronde: W van SUI Pellet: ippon 3de ronde: V van POL Blach: ippon |
|             |            |           | |
| Park Yong-i | -48kg (v)  | 18e       | 1ste ronde: vrij 2de ronde: V van CHN Li: waza-ari                                                      |

### Schietsport
| Olympiër       | Discipline                 | Resultaat | Prestatie                                              |
| -------------- | -------------------------- | --------- | ------------------------------------------------------ |
| Ryu Myong-hyon | 50m pistool (m)            | 28e       | kwalificatie: 28ste met 550 punten (89-96-95-90-91-89) |
| So Gil-san     | 50m pistool (m)            | 16e       | kwalificatie: 16de met 556 punten (91-95-95-94-90-91)  |
| Kim Bong-chol  | 25m snelvuurpistool (m)    | 20e       | kwalificatie: 20ste met 581 punten (292-289)           |
| Ryu Myong-hyon | 10m luchtpistool (m)       | 26e       | kwalificatie: 26ste met 574 punten (94-95-93-97-97-98) |
| So Gil-san     | 10m luchtpistool (m)       | 31e       | kwalificatie: 31ste met 572 punten (96-95-95-95-92-99) |
| Kim Man-chol   | 10m bewegend doel (m)      | 7e        | kwalificatie: 7de met 573 punten (290-283)             |
| Li Yong-chol   | 10m bewegend doel (m)      | 22e       | kwalificatie: 27ste met 547 punten (277-270)           |
|                |                            |           |                                                        |
| Chow Un-ju     | 50m geweer 3 houdingen (m) | 36e       | kwalificatie: 36ste met 559 punten (193-183-183)       |
| Paek Jong-suk  | 25m pistool (m)            | 26e       | kwalificatie: 26ste met 571 punten (285-286)           |
|                |                            |           |                                                        |
| Pak Jong-ran   | skeet                      | 33e       | kwalificatie: 33ste met 144 punten (24-22-25-24-25-24) |
| Sin Nam-ho     | skeet                      | 51e       | kwalificatie: 51ste met 140 punten (22-22-22-25-24-25) |

### Schoonspringen
| Olympiër      | Discipline    | Resultaat | Prestatie                          |
| ------------- | ------------- | --------- | ---------------------------------- |
| Kim Hye-ok    | 3m plank (v)  | 29e       | voorronde: 29ste met 206,64 punten |
| Kim Myong-son | 3m plank (v)  | 28e       | voorronde: 28ste met 232,65 punten |
| Kim Chun-ok   | 10m toren (v) | 18e       | voorronde: 18de met 282,36 punten  |
| Ryu Un-sil    | 10m toren (v) | 23e       | voorronde: 23ste met 262,56 punten |

### Tafeltennis
| Olympiër                   | Discipline     | Resultaat | Prestatie |
| -------------------------- | -------------- | --------- | --- |
| Choi Kyong-sob             | enkelspel (m)  | 9e        | groep P: 2de W van IND Baboor: 2-0 W van ESP Casares: 2-1 V van GBR Prean: 0-2 |
| Kim Song-hui               | enkelspel (m)  | 9e        | groep N: 2de W van JPN Watanabe: 2-0 V van GER Fetzner: 1-2 W van CHI Núñez: 2-0 |
| Li Gun-sang                | enkelspel (m)  | 9e        | groep I: 1ste W van NGR Olaleye: 2-1 W van Onafhankelijk deelnemer Lupulesku: 2-0 W van LBA El-Mahjoub: 2-0 2de ronde: V van GER Roßkopf: 13-21, 14-21, 21-18, 15-21                                                                |
| Kim Jin-myong Kim Song-Hui | dubbelspel (m) | 9e        | groep F: 2de V van EUN Mazounov/Mazunov: 1-2 W van ESP Casares/Pales: 2-0 W van USA Butler/O'Neill: 2-0 |
| Choi Kyong-sob Li Gun-Sang | dubbelspel (m) | 17e       | groep A: 3de V van CHN Lü/Wang: 0-2 V van CRO Primorac/Šurbek: 0-2 W van PER W Nathan/Y Nathan: 2-0 |
|                            |                |           | |
| Kim Hye-yong               | enkelspel (v)  | 9e        | groep M: 1ste W van FRA Wang-Dréchou: 2-1 W van HKG Chan: 2-0 W van ESP Godes: 2-0 2de ronde: V van ROU Ciosu: 13-21, 16-21, 19-21                                                                                                  |
| Li Bun-hui                 | enkelspel (v)  | Brons     | groep D: 1ste W van GBR Gordon: 2-0 W van EUN Melnik: 2-0 2de ronde: W van ROU Badescu: 21-19, 22-20, 13-21, 21-17 kwartfinale: W van CHN Chen: 21-17, 19-21, 21-18, 21-10 halve finale: V van CHN Qiao: 15-21, 15-21, 21-8, 11-21  |
| Yu Sun-bok                 | enkelspel (v)  | 5e        | groep H: 1ste W van GHA Amankwah: 2-0 W van NZL Li: 2-0 W van USA Hugh-Yip: 2-0 2de ronde: W van JPN Kaizu: 21-10, 14-21, 19-21, 21-15, 21-11 kwartfinale: V van CHN Deng: 21-23, 16-21, 17-21                                      |
| Li Bun-hui Yu Sun-bok      | dubbelspel (v) | Brons     | groep D: 1ste W van TCH Hrachová/Mihočková: 2-0 W van SWE Erlman/Svensson: 2-0 W van TUN Aissa/Touati: 2-0 kwartfinale: W van KOR Hong/Lee: 21-16, 24-22, 14-21, 23-21 halve finale: V van CHN Chen/Gao: 12-21, 21-17, 13-21, 19-21 |
| Kim Hye-yong Wi Bok-sun    | dubbelspel (v) | 9e        | groep G: 2de V van EUN Palina/Timina: 1-2 W van NGR Kaffo/Odumosu: 2-0 W van ESP Gauchia/Godes: 2-0 |

### Wielersport
| Olympiër      | Discipline       | Resultaat | Prestatie      |
| ------------- | ---------------- | --------- | -------------- |
| Choi In-ae    | wegwedstrijd (v) | DNF       | niet gefinisht |
| Kim Gyong-hui | wegwedstrijd (v) | 54e       | 2:39.43        |
| Pak Chun-hwa  | wegwedstrijd (v) | 53e       | 2:38.38        |

### Worstelen
| Olympiër       | Discipline  | Resultaat   | Prestatie |
| Vrije stijl    | Vrije stijl | Vrije stijl | Vrije stijl |
| -------------- | ----------- | ----------- | --- |
| Kim Il         | -48kg (m)   | Goud        | groep B: 1ste W van EUN Orujov: 9-5 W van CUB Martínez: 7-6 W van BUL Avramov: 3-0 W van GER Heugabel: 10-4 finale: W van KOR Kim: 4-1                                                |
| Ri Hak-son     | -52kg (m)   | Goud        | groep A: 1ste W van NGR Oziti: 15-0 W van MGL Enkhbayar: 4-0 W van NZL Stannett: 11-0 W van IRI Torkan: 4-0 W van TUR Orel: 17-8 W van BUL Yordanov: 6-4 finale: W van USA Jones: 8-1 |
| Kim Yong-sik   | -57kg (m)   | Brons       | groep A: 2de W van KOR Kim: 12-2 V van EUN Smal: 2-4 W van MGL Tsogtbayar: 10-5 W van GER Scheibe: 5-0 W van BUL Pavlov: 10-3 bronzen finale: W van TUR Musaoğlu: 3-2                 |
| Kim Gwang-chol | -62kg (m)   | 11e         | groep A: 6de W van KOR Shin: 6-2 V van USA Smith: 1-2 V van CUB Reinoso: 4-6 |

Albanië · Algerije · Amerikaanse Maagdeneilanden · Amerikaans-Samoa · Andorra · Angola · Antigua en Barbuda · Argentinië · Aruba · Australië · Bahama's · Bahrein · Bangladesh · Barbados · België · Belize · Benin · Bermuda · Bhutan · Bolivia · Bosnië en Herzegovina · Botswana · Brazilië · Britse Maagdeneilanden · Bulgarije · Burkina Faso · Canada · Centraal-Afrikaanse Republiek · Chili · China · Chinees Taipei · Colombia · Congo-Brazzaville · Cookeilanden · Costa Rica · Cuba · Cyprus · Denemarken · Djibouti · Dominicaanse Republiek · Duitsland · Ecuador · Egypte · El Salvador · Equatoriaal-Guinea · Estland · Ethiopië · Fiji · Filipijnen · Finland · Frankrijk · Gabon · Gambia · Gezamenlijk team · Ghana · Grenada · Griekenland · Groot-Brittannië · Guam · Guatemala · Guinee · Guyana · Haïti · Honduras · Hongarije · Hongkong · Ierland · IJsland · India · Indonesië · Irak · Iran · Israël · Italië · Ivoorkust · Jamaica · Japan · Jemen · Jordanië · Kaaimaneilanden · Kameroen · Kenia · Koeweit · Kroatië · Laos · Lesotho · Letland · Libanon · Libië · Liechtenstein · Litouwen · Luxemburg · Madagaskar · Malawi · Malediven · Maleisië · Mali · Malta · Marokko · Mauritanië · Mauritius · Mexico · Monaco · Mongolië · Mozambique · Myanmar · Namibië · Nederland · Nederlandse Antillen · Nepal · Nicaragua · Nieuw-Zeeland · Niger · Nigeria · Noord-Korea · Noorwegen · Oeganda · Oman · Oostenrijk · Pakistan · Panama · Papoea-Nieuw-Guinea · Paraguay · Peru · Polen · Portugal · Puerto Rico · Qatar · Roemenië · Rwanda · Saint Vincent‑Grenadines · Salomonseilanden · Samoa · San Marino · Saoedi-Arabië · Senegal · Seychellen · Sierra Leone · Singapore · Slovenië · Soedan · Spanje · Sri Lanka · Suriname · Swaziland · Syrië · Tanzania · Thailand · Togo · Tonga · Trinidad en Tobago · Tsjaad · Tsjecho-Slowakije · Tunesië · Turkije · Uruguay · Vanuatu · Venezuela · Verenigde Arabische Emiraten · Verenigde Staten · Vietnam · Zaïre · Zambia · Zimbabwe · Zuid-Afrika · Zuid-Korea · Zweden · Zwitserland · Onafhankelijke olympische deelnemers